# Bildhauersymposion St. Margarethen

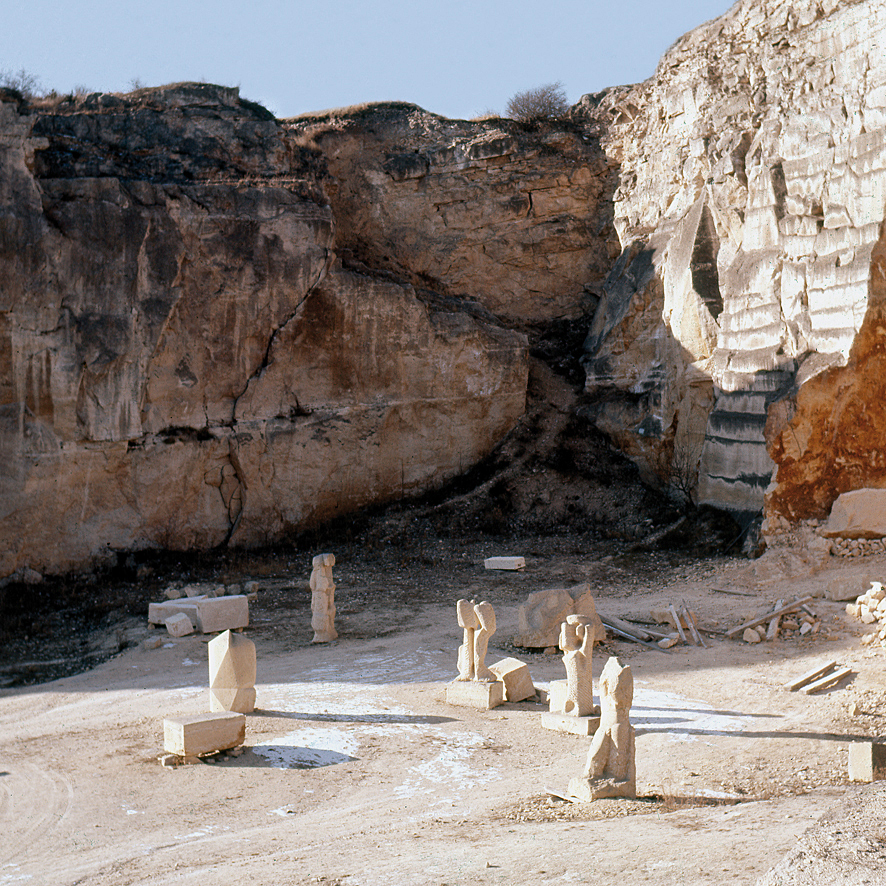
Skulpturen im Steinbruch von St. Margarethen, Winter 1960/61

1959 fand das erste Bildhauersymposion St. Margarethen, Sankt Margarethen im Burgenland, statt. Ähnliche Bildhauersymposien verbreiteten sich rasch und weltweit. Noch heute beziehen sich mehr als 150 Symposien auf das erste Ereignis.

## Konzeption der Bildhauersymposien
1958 arbeitete der Bildhauer Karl Prantl (1923–2010) im Steinbruch an einem von der Burgenländischen Landesregierung in Auftrag gegebenen großen Mal, dem nach Vollendung ein Platz an der Staatsgrenze zu Ungarn zugedacht war. Der Gedanke, ein Kunstwerk an einem Ort aufzustellen, wo es, anders als in einem Museum, von vielen Menschen uneingeschränkt wahrgenommen werden kann, ließ in Prantl das Projekt reifen, diese Idee auch an andere Künstler heranzutragen und sie zu gemeinschaftlichem Schaffen in den Steinbruch Margarethen einzuladen.
Neben dem Bildhauer Heinrich Deutsch war vor allem der Psychologe Friedrich Czagan von Prantls Vorhaben begeistert und begann umgehend (und über Jahre erfolgreich), auf Reisen durch verschiedene Länder Künstler zur Teilnahme am Projekt zu gewinnen.
Ab Mitte Juli 1959 wurde im Römersteinbruch St. Margarethen das erste Symposion unter Teilnahme von vierzehn Künstlern aus sieben Ländern abgehalten. Die Steinbildhauer schufen im Steinbruch große Skulpturen, tauschten sich aus über ihre unterschiedlichen künstlerischen Erfahrungen und Techniken, ihre Vorstellungen und Pläne. Zur Gesamtkonzeption gehörten auch literarische und musikalische Darbietungen sowie das Zusammenleben für die Dauer des gemeinsamen Arbeitens. Die jährlich wiederkehrenden Veranstaltungen sollten teilweise durch den Verkauf der Skulpturen finanziert werden. Karl Prantl schrieb anlässlich des ersten Symposions in St. Margarethen: „An uns Bildhauer selber gedacht, ist es so, dass wir durch die Erfahrungen von St. Margarethen, durch dieses Hinausgehen in den Freiraum – in den Steinbruch, auf die Wiesen – wieder frei wurden. Um dieses Freiwerden oder Freidenken in einem ganz weiten Sinn ging es. Für uns Bildhauer ist der Stein das Mittel, um zu diesem Freidenken zu kommen – zum Freiwerden von vielen Zwängen, Engen und Tabus“.
Ebenfalls schon 1959 verfassten die Organisatoren ein Manifest, in dem sie den politischen und gesellschaftspolitischen Anspruch ihrer Vorstellungen verdeutlichen, nämlich durch ihre grenzübergreifende Gemeinschaft ein Signal zur Völkerverständigung zu geben.
„(…) Dabei steht neben dem Erfahrungsaustausch mit Kollegen aus aller Welt – die später nach Prantls Vorbild häufig auch in ihren Heimatländern ähnliche Treffen organisieren – immer auch eine politische Intention im Vordergrund. Den ‚Eisernen Vorhang‘ bekämpft er von Anfang an, ebenso wie die Berliner Mauer: Von September 1961 bis August 1962 versucht er, auf dem Platz der Republik gemeinsam mit Kollegen der neu errichteten Mauer mit Skulpturen eine humane Botschaft entgegenzusetzen: ‚Wir haben probiert, die Mauer zu Fall zu bringen.‘“

## Entwicklung der Bildhauersymposien St. Margarethen

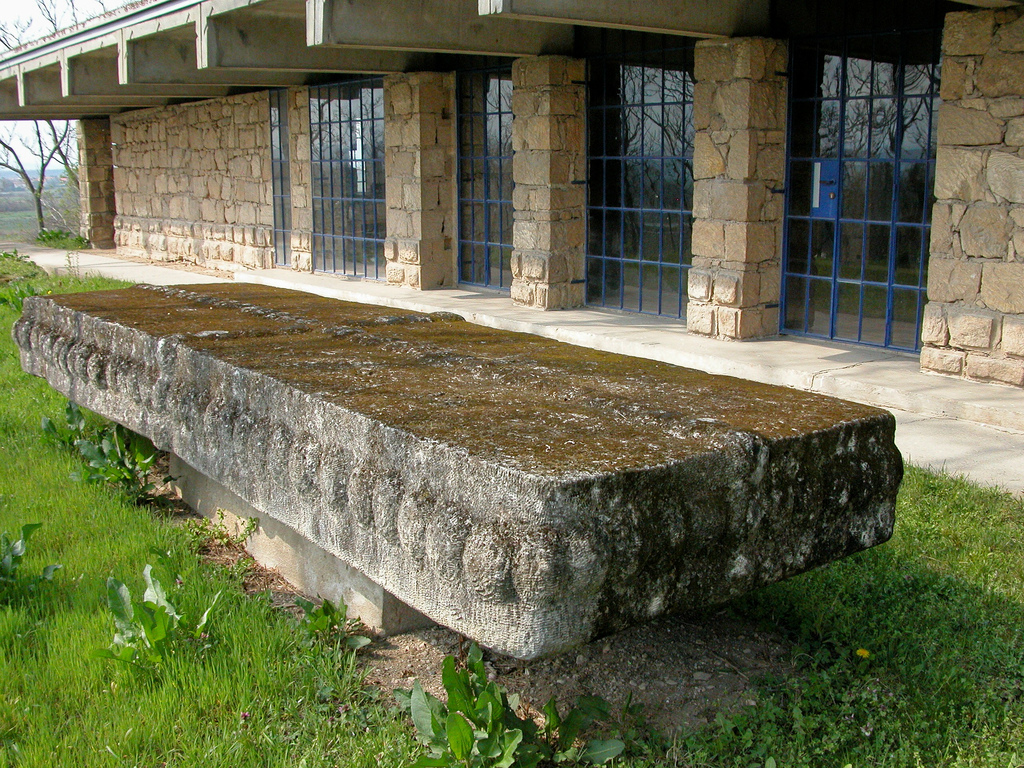
Karl Prantl, Tisch vor dem Bildhauerhaus

Zur damaligen Zeit waren die Symposien in St. Margarethen die größte private Kunstinitiative des Burgenlands für zeitgenössische Kunst. Ermutigt durch das große Interesse bildeten die Organisatoren eine Vereinigung, um die Fortsetzung des Bildhauersymposions auch im nächsten Jahr zu gewährleisten. In der Folge fanden bis 1971 elf weitere Symposien für Steinbildhauer in St. Margarethen statt. Ein vorläufiges Ende kam 1975/76, mit dem Scheitern eines Projekts zur Gestaltung des Wiener Stephansplatzes.
Unter Maria Biljan-Bilger erfolgte 1979 die Neukonstituierung des Vereins Symposion Europäischer Bildhauer verbunden mit einer Erweiterung auf neue Bereiche der bildenden Künste. Daher fanden in den folgenden Jahren vorwiegend Keramik-Symposien statt.
Anfänglich stand den Bildhauern eine Baracke direkt im Steinbruch zur Verfügung. 1967 wurde am westlichen Hang des Ruster Hügels das sogenannte Bildhauerhaus fertiggestellt, nach einem Plan des Architekten Johann Georg Gsteu. Neben sehr kleinen und schlichten Schlafräumen umfasst es einen großen Gemeinschaftsraum. Im Sinne Prantls steht die Gemeinschaft im Vordergrund.
Insgesamt wurden in St. Margarethen von mehr als 110 internationalen Künstlern über 150 Skulpturen aus dem örtlichen Kalksandstein gefertigt. In seiner Gesamtheit entstand so ein unvergleichliches kulturelles Gesamtkunstwerk. Heute befinden sich noch etwa 50 Kunstwerke am Ort ihrer Entstehung, verteilt über den südwestlichen Ausläufer des St. Margarethener Kogels.

## Symposionsgelände

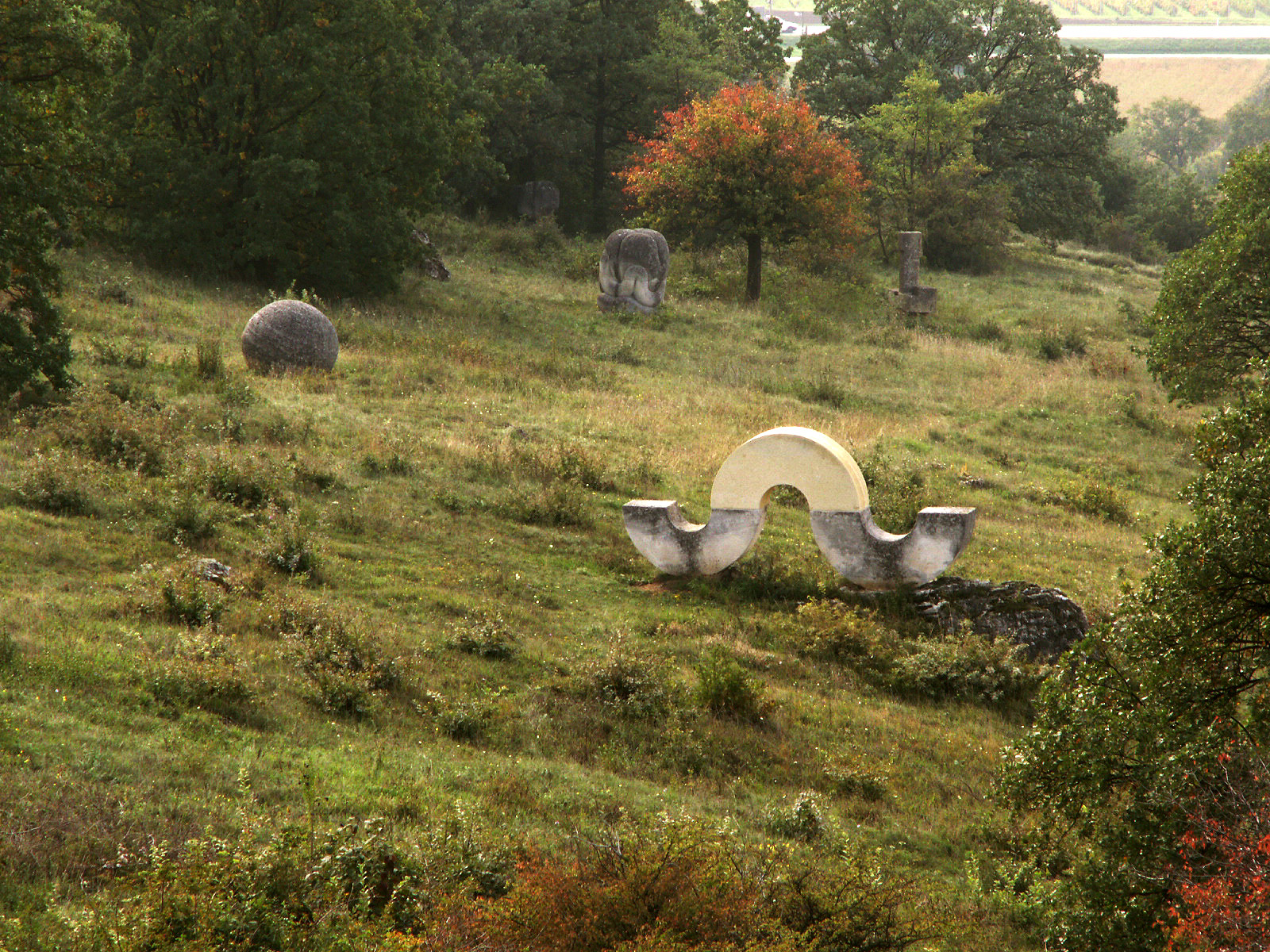
Vier Skulpturen am westlichen Hang

Im Römersteinbruch St. Margarethen werden seit den 1960er Jahren alle fünf Jahre Passionsspiele von Laiendarstellern aufgeführt. Seit 1996 bildet der Steinbruch die Kulisse für jährliche Opernaufführungen. Im gesamten Zugangsbereich entstanden Souvenir-Läden. So ist aus dem St. Margarethener Römersteinbruch eine touristische Attraktion geworden.
Nur zwei Skulpturen gibt es noch im Steinbruch selbst und, an der Nordwand, das von fünf japanischen Künstlern geschaffene Land-Art-Werk Japanische Linie (Namen siehe unten bei Teilnehmer 1970). Sie reicht bis zur Kapelle am höchsten Punkt des St. Margarethener Kogels. Ab 1963 wurden die Skulpturen an der Hügelflanke aufgestellt und teilweise schon für diese landschaftliche Umgebung geschaffen. Das Gebiet rund um den Steinbruch ist in die 2001 gegründete Kulturlandschaft Fertő/Neusiedler See eingebunden.
Zum 50-jährigen Jubiläum des Bildhauersymposions fand am 16. Oktober 2009 im Bildhauerhaus des Vereins Europäischer Bildhauer in St. Margarethen ein Festakt statt.

## Galerie

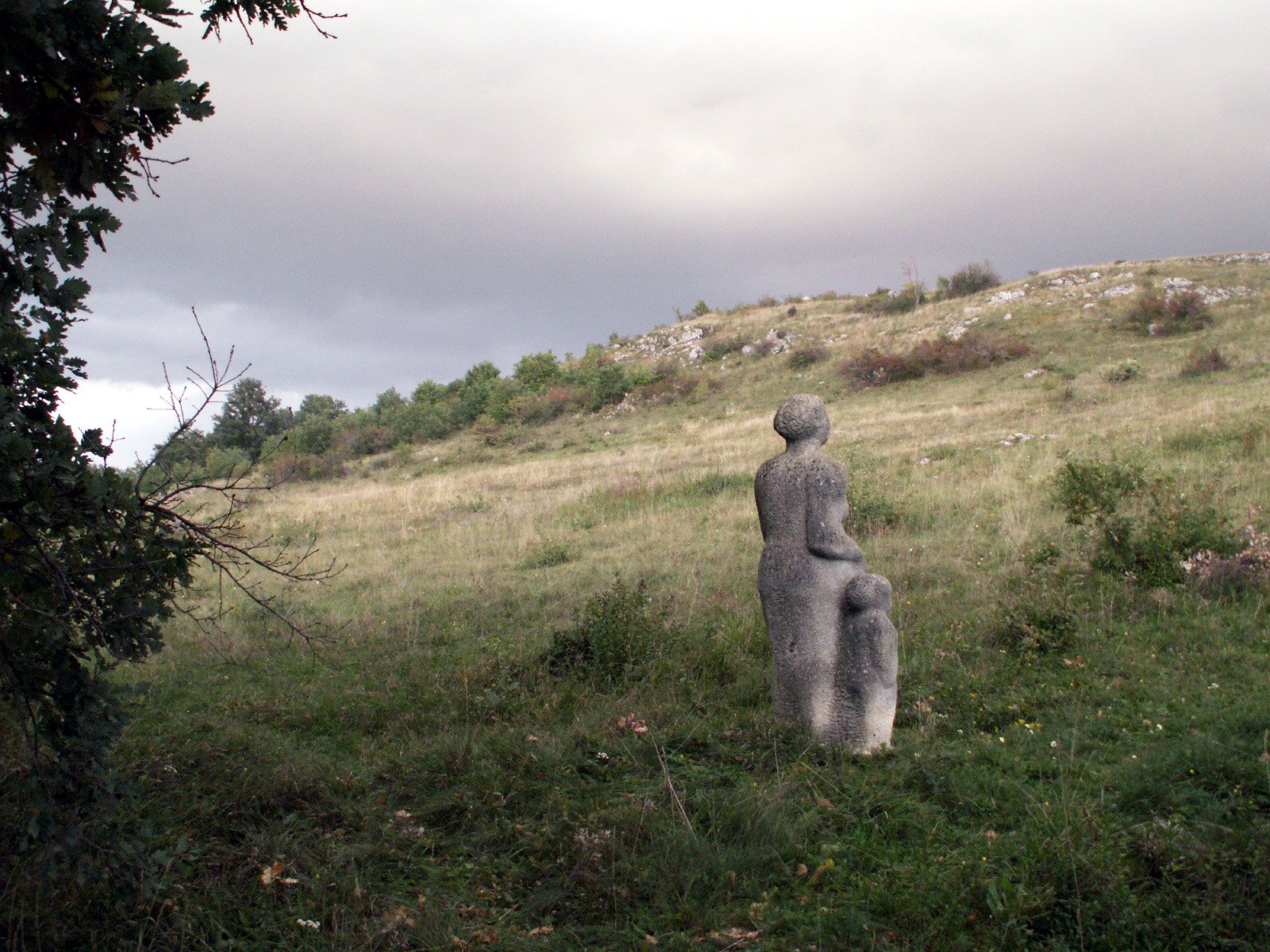
Dino Paolini, 1959
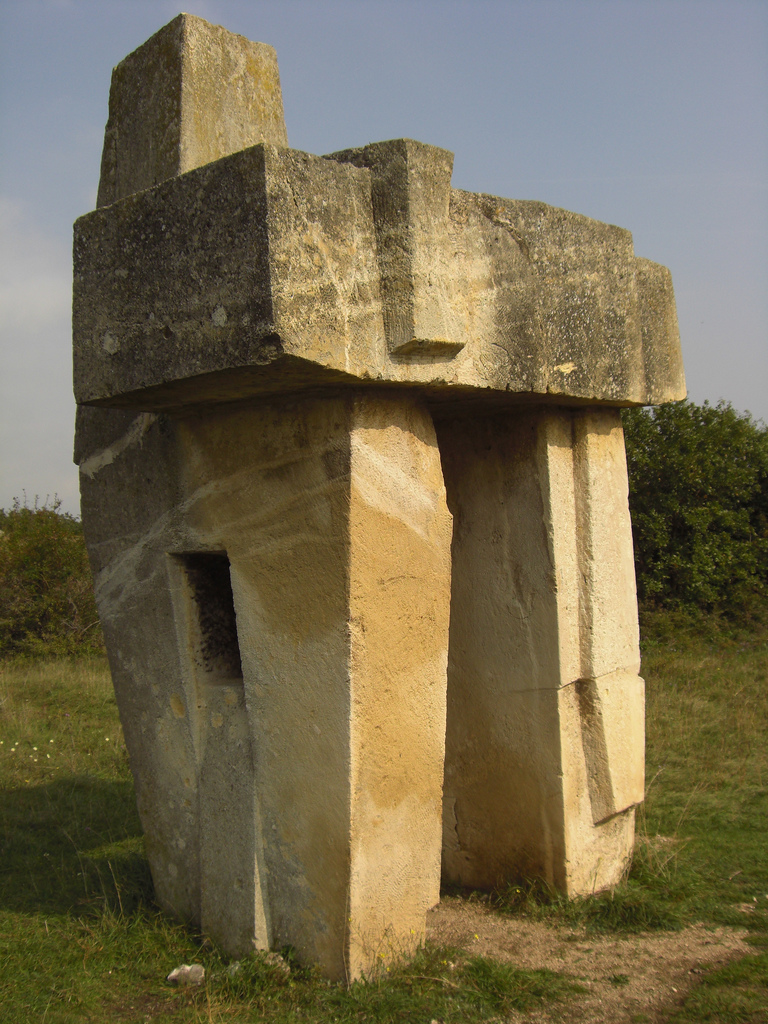
Sepp Wyss, 1959
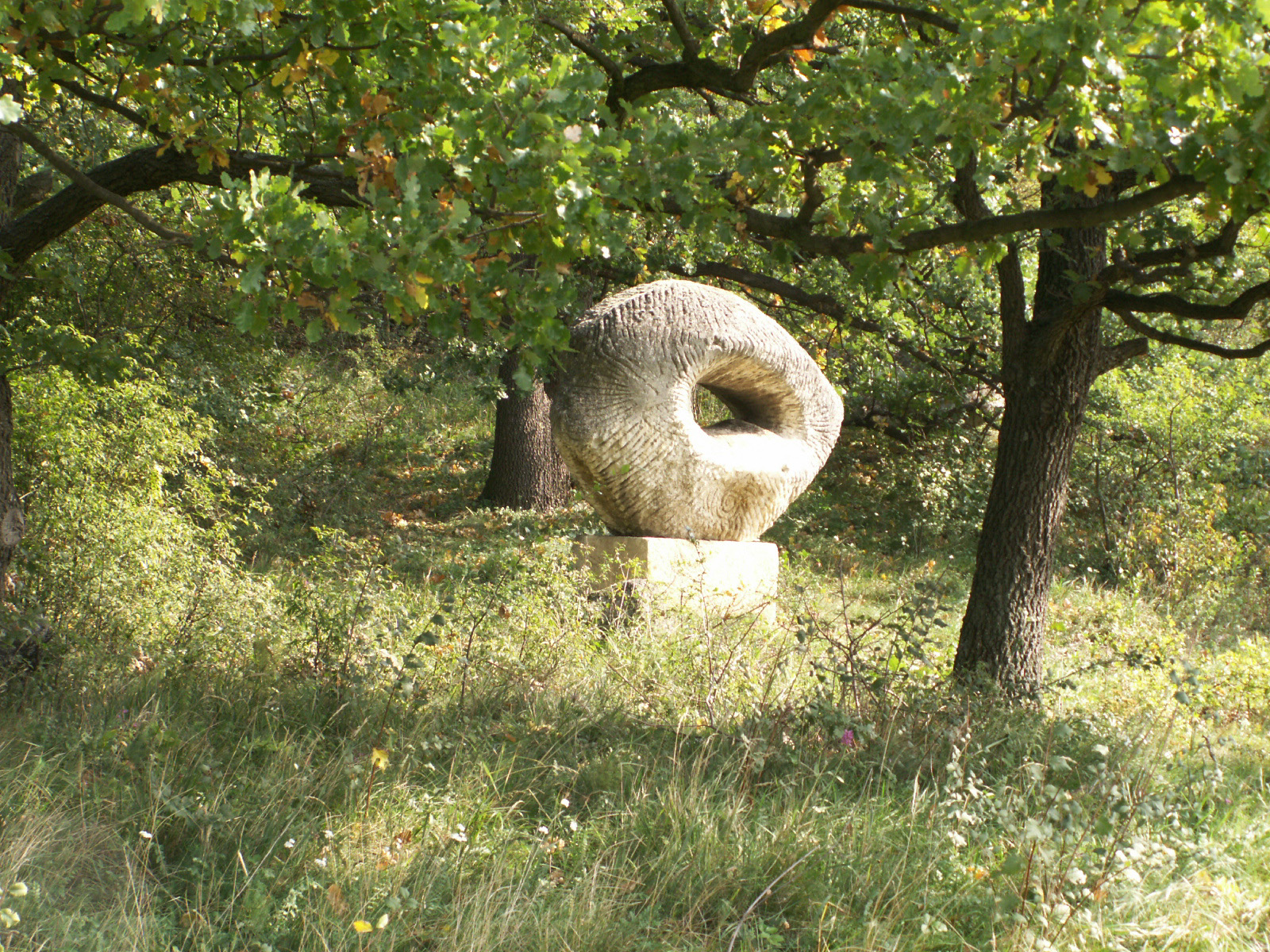
Krishna Reddy, 1962
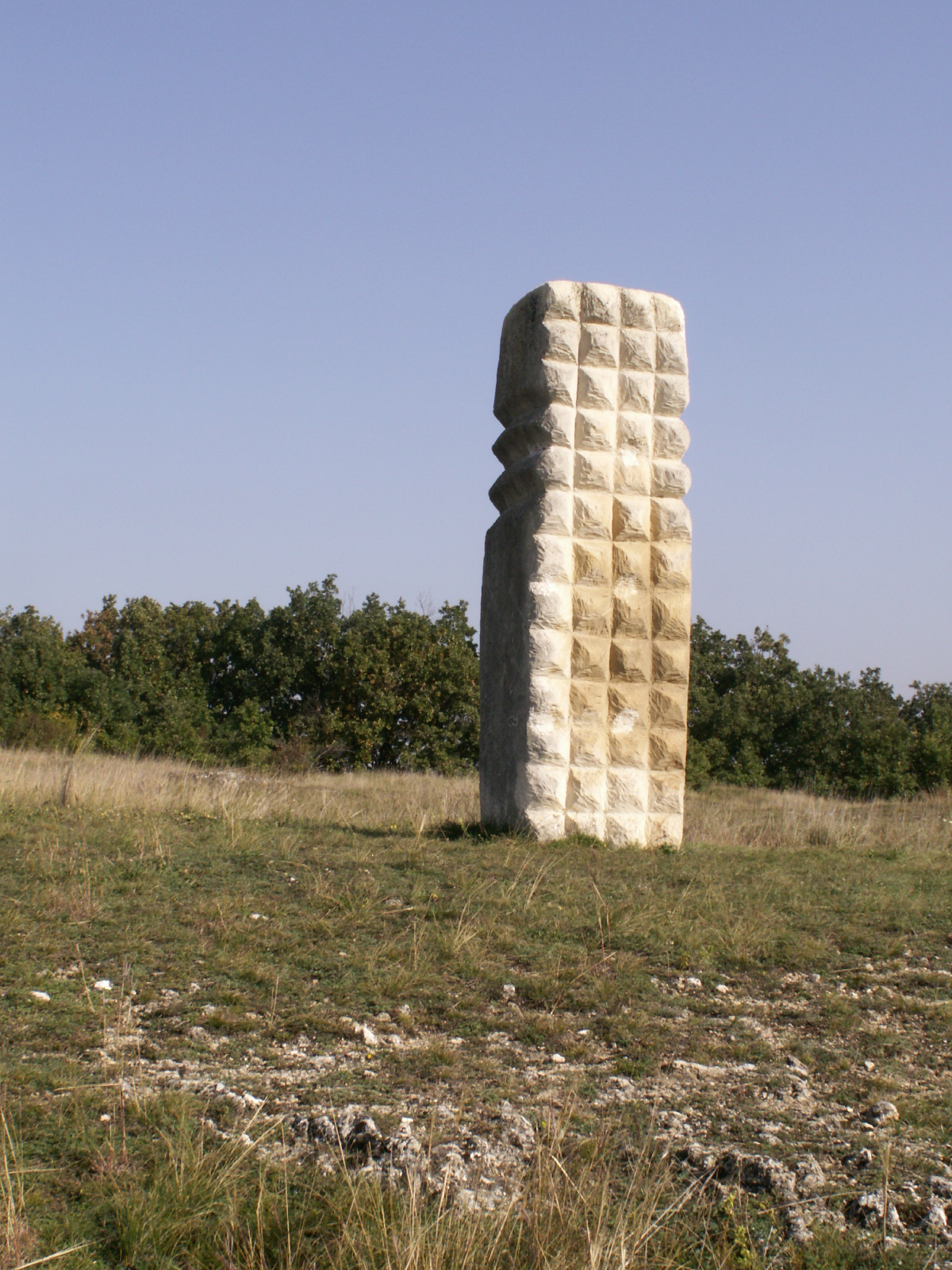
Erich Reischke, 1962
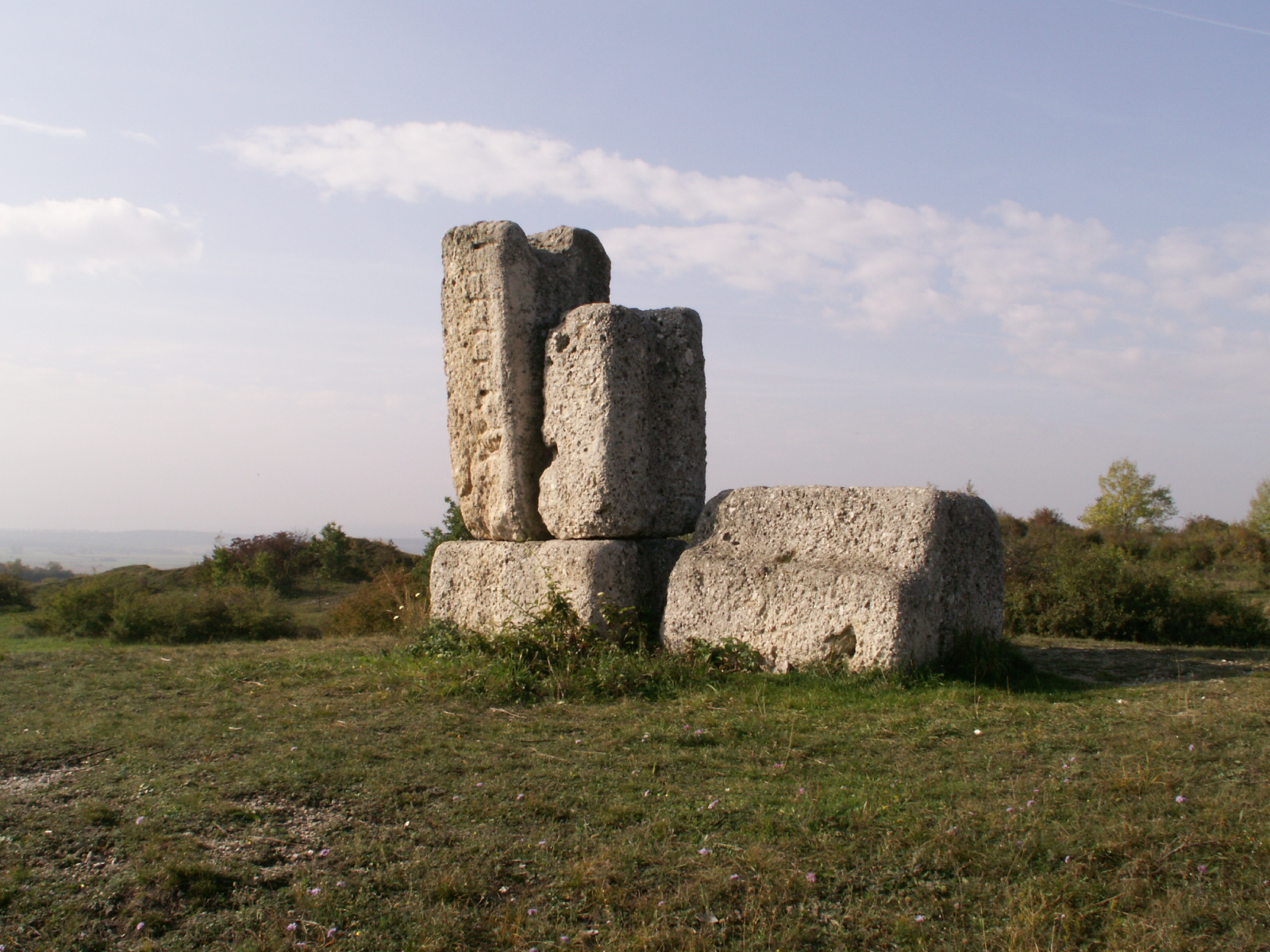
Moshe Schwartz-Buky, 1963
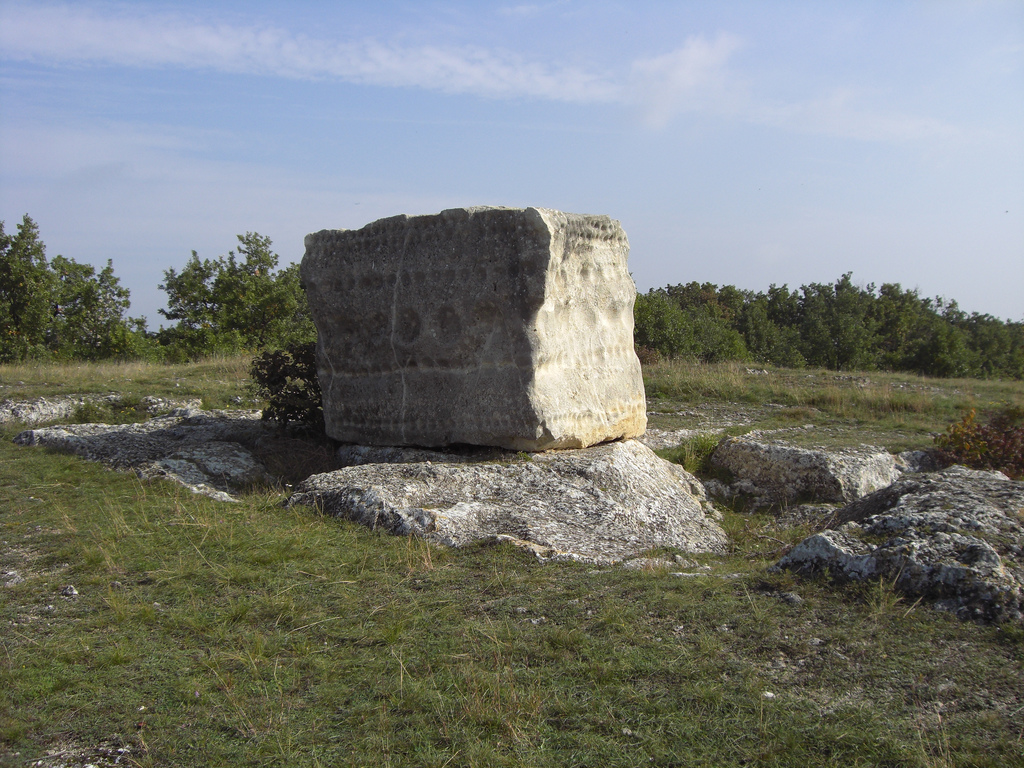
Karl Prantl, 1965
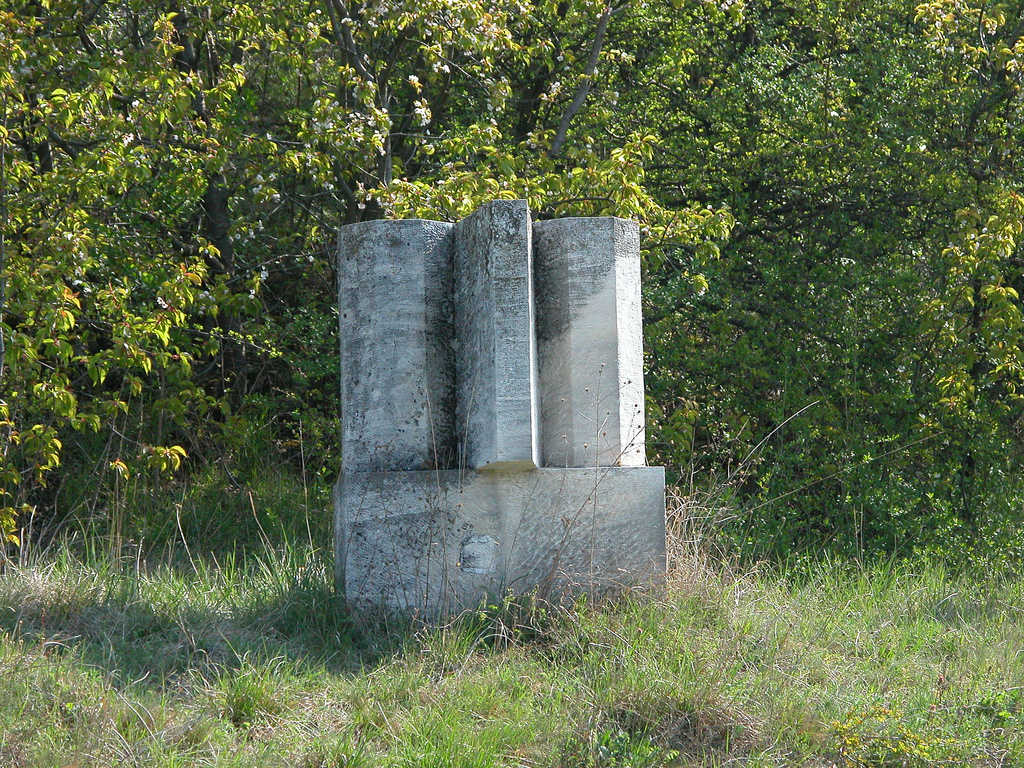
Leo Kornbrust, 1967
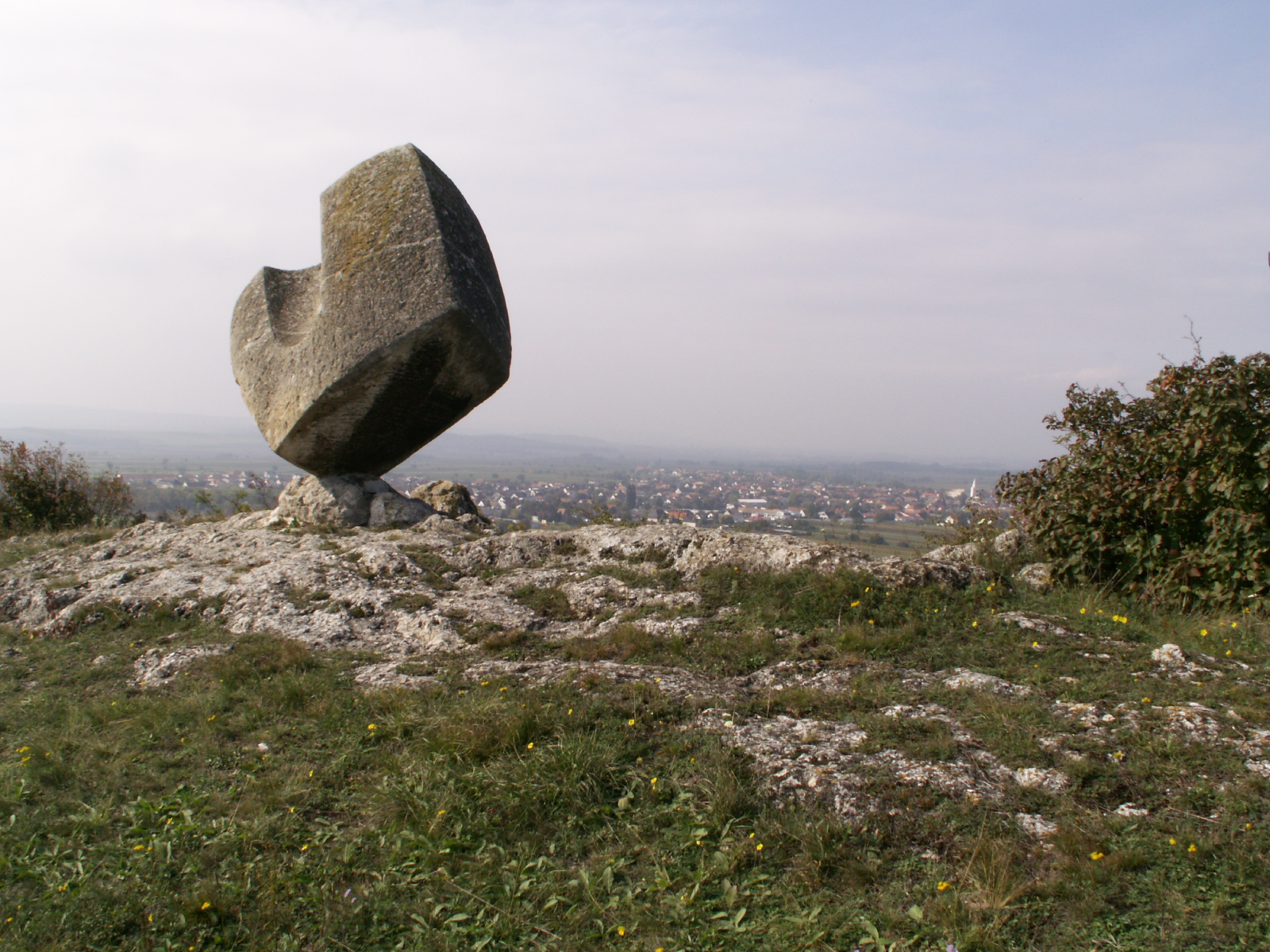
Minoru Niizuma, 1969
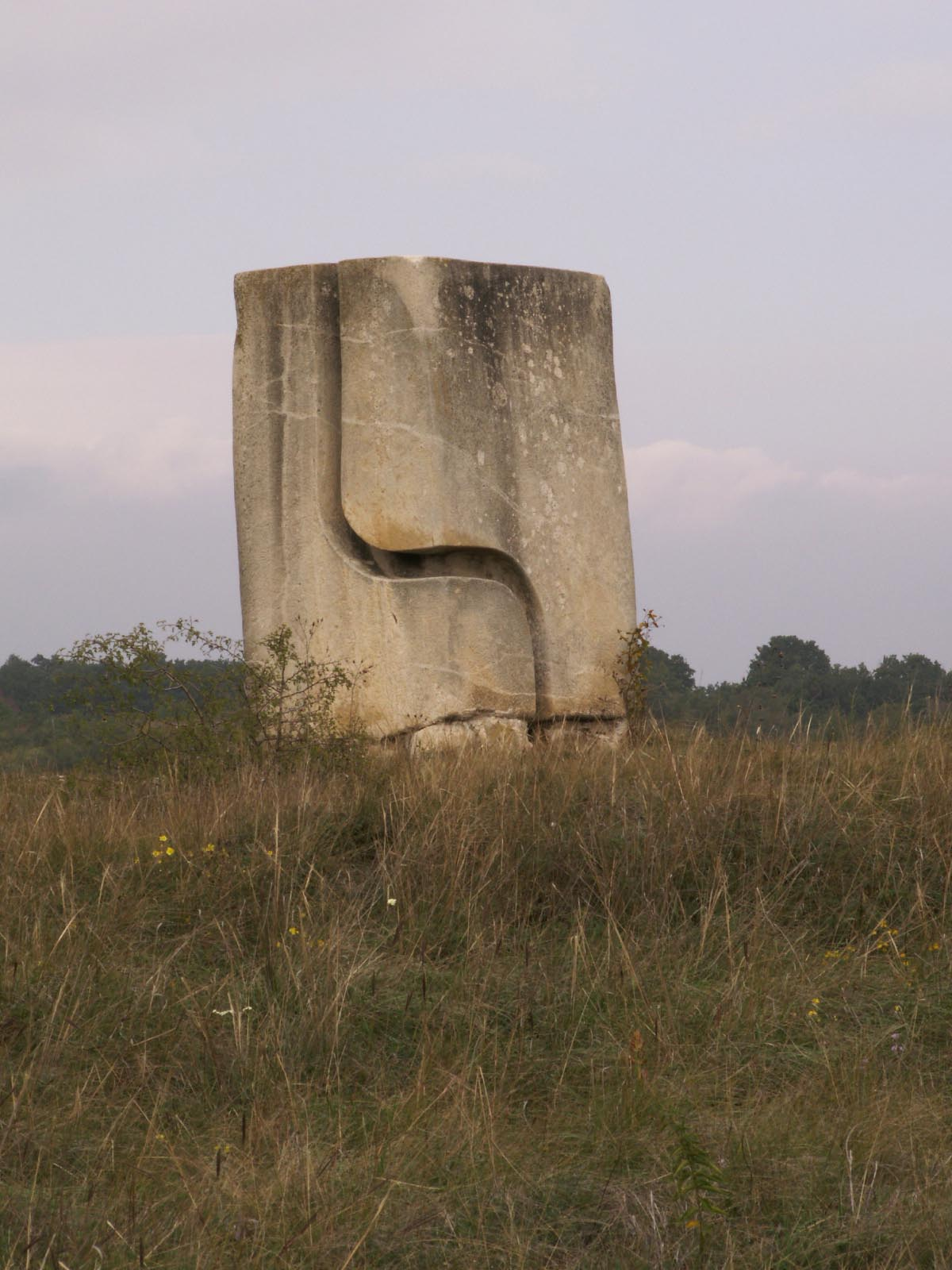
A. D. Trantenroth, 1969
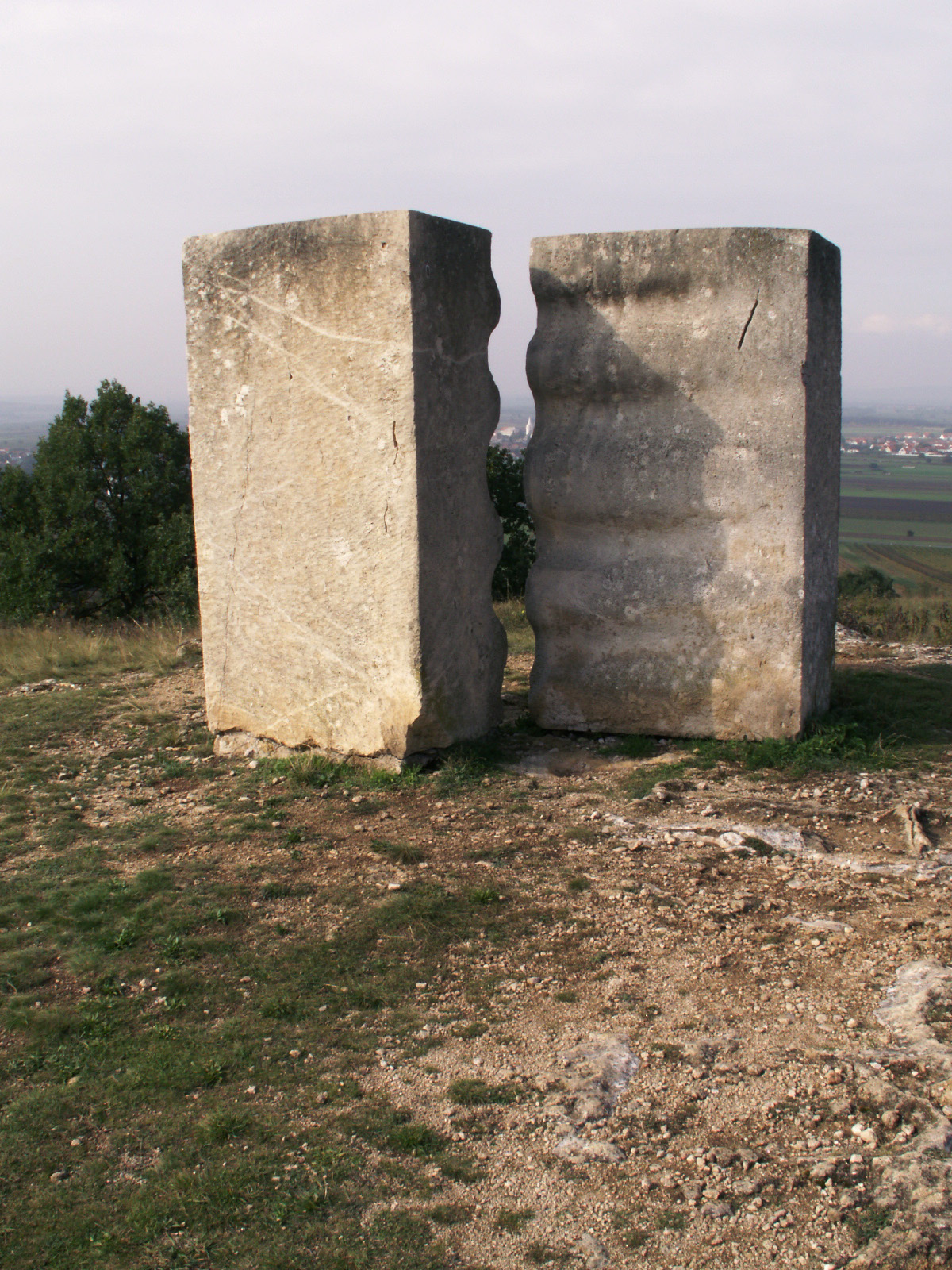
Peter Holowka, 1969
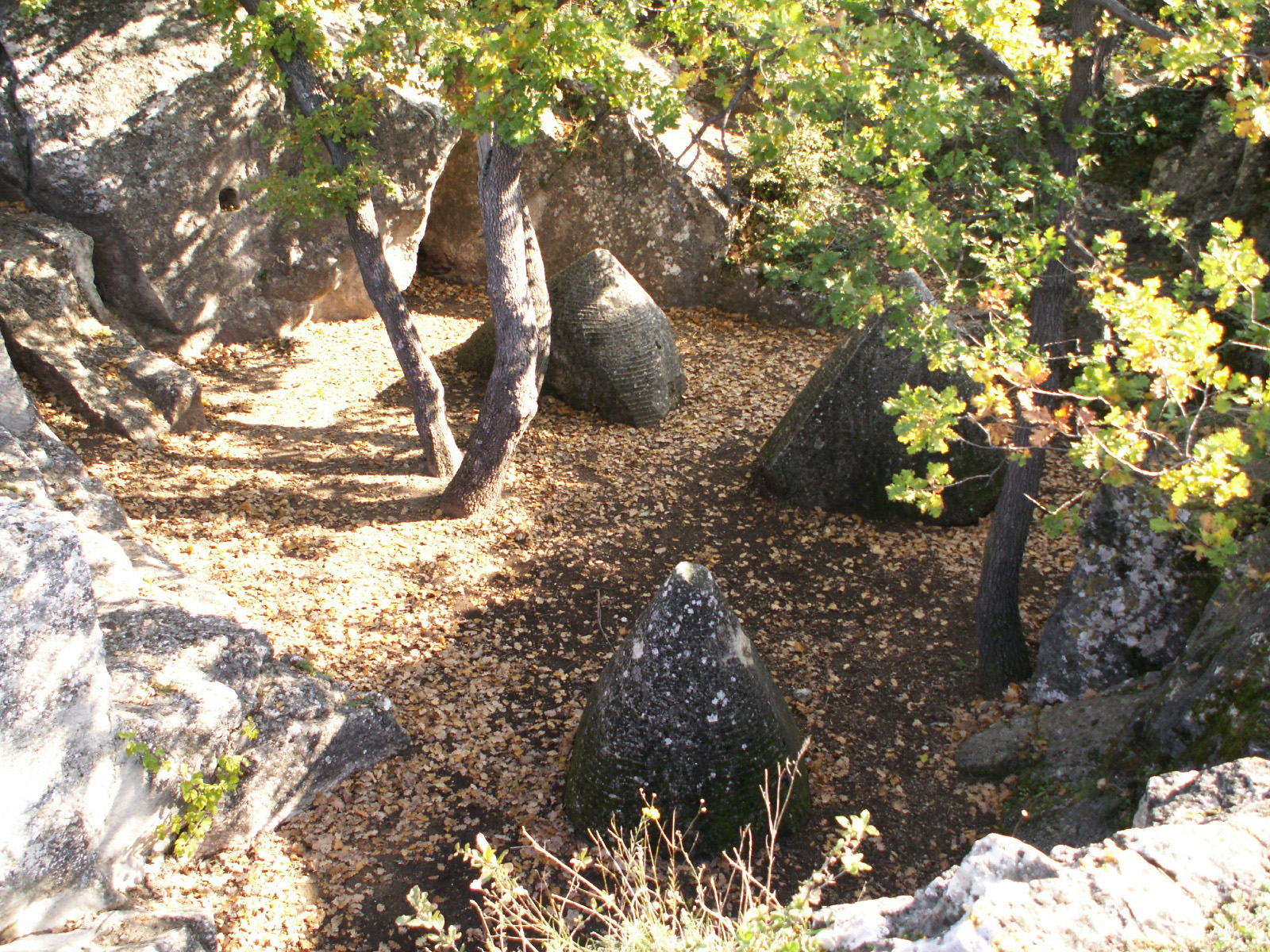
Kengiro Azuma, 1971
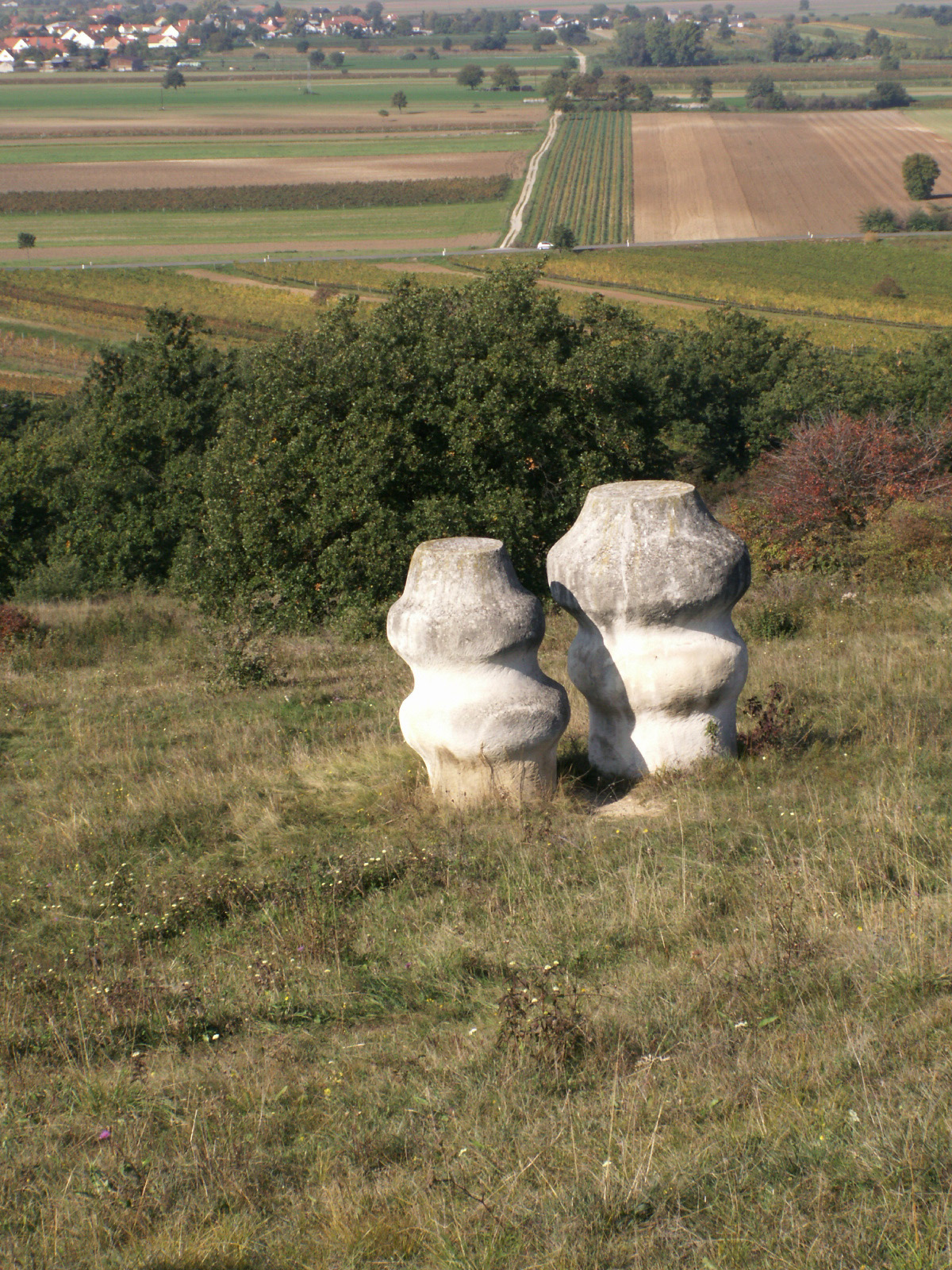
Milena Lah, 1972

## Teilnehmer

### 1959 bis 1969
Am Symposion 1959 nahmen teil:
- Alfred Czerny
- Heinrich Deutsch
- Eugène Dodeigne
- Gerson Fehrenbach
- Janez Lenassi
- Peter Meister
- Jacques Moeschal
- Dino Paolini
- Karl Prantl
- Erich Reischke
- Erwin Thorn
- Hans Verhulst
- André Willequet
- Sepp Wyss

Am Symposion 1960 nahmen teil:
- Achiam (eigentl. Ahiam Shoshany)
- Herbert Baumann
- Michael Grossert
- Kosso Eloul
- Yasuo Mizui
- Josef Pillhofer
- Jakob Savinšek
- Joachim-Fritz Schultze-Bansen
- Erwin Thorn
- Olgierd Truszynski
- Hermann Walenta

Am Symposion 1961 nahmen teil:
- Maria Biljan-Bilger
- Auguste Cardenas
- Ajit Chakravarti
- Yoshikuni Iida
- Rudolf Kedl
- Günther Roth
- Ursula Sax
- Alina Szapocznikow
- Giorgio Zennaro

Am Symposion 1962 nahmen teil:
- Fritz Hartlauer
- Krishna Reddy
- Pierre Székely
- Andreas Urteil

Am Symposion 1963 nahmen teil:
- Miloslav Chlupáč
- Momcilo Krcovic
- Karl Prantl
- Erich Reischke
- Barna von Sartory
- Moshe Schwartz-Buky
- Magdalena Wiecek

Am Symposion 1964 nahmen teil:
- Herbert Baumann
- Miloslav Chlupáč
- Rolf Jörres
- Peter Knapp
- Werner Mach
- Zdenek Palcr
- Sandor Rétfalvi
- David Thompson
- Olgierd Truszynski

Am Symposion 1966 nahmen teil:
- Elmar Daucher
- Patricia (Pat) Diska
- Janez Lenassi
- Dietrich Lötsch
- Hermann Painitz
- Karl Prantl
- Max Sauk
- Zbynek Sekal
- Hajime Togashi
- Rudolf Uher
- Olbram Zoubek

Am Symposion 1967 nahmen teil:
- Hiromi Akiyama
- Leo Kornbrust
- Andrej Rudavsky
- Toru Taki
- Pedro Tramullas

Am Symposion 1969 nahmen teil:
- Matanyia Abramson
- Paul Aschenbach
- Kenneth Campbell
- Kroum Dimitrov Damjanov
- Herbert George
- Peter Holowka
- Minoru Niizuma
- Franz Xaver Ölzant
- Adolf Ryszka
- Jiří Seifert
- A. D. Trantenroth
- Ludwig Weber

### 1970 bis 1978
1970 
Am Symposium 1970 nahmen teil:
- Makoto Fujiwara
- Takao Hirose
- Satoru Shoji
- Makio Yamaguchi
- Tetsuzo Yamamoto

Bei diesem Symposion verwirklichten die fünf Künstler ein Land-Art-Projekt, die Japanische Linie.
1971 
Am Symposium 1971 nahmen teil:
- Kengiro Azuma
- Anna Maria Kupper
- Milena Lah
- Alois Mandl
- Ratko Petric
- Heinz L. Pistol

1972–1976
Am Projekt (Stephansplatz-Projekt) nahmen teil:
- Hiromi Akiyama
- Maria Biljan-Bilger
- Makoto Fujiwara
- Fritz Hartlauer
- Hannes Haslecker
- Mathias Hietz
- Stephan Kamenyeczky
- Leo Kornbrust
- Wolfgang Kubach
- Anna Kubach-Wilmsen
- Milena Lah
- Janez Lenassi
- Gero Müller-Goldegg
- Osamu Nakajima
- Franz Xaver Ölzant
- Karl Prantl
- Paul Schneider
- Shigeharu Ebina

### 1979 bis 1986
1979/80
An den Symposien 1979/80 und der Neukonstitution des Vereins und Erweiterung auf neue Bereiche der bildenden Künste nahmen teil:
- Maria Biljan-Bilger
- Maria Burger
- Ludwig Gleissner
- Manfred Hirschbrich
- E. Kolowratnik
- Martin Rauch
- Mark Yudell

1981 
Am Symposium 1981, einem Gemeinschaftssymposion von Bildhauern und Malern, nahmen teil:
- Christl Bolterauer
- Milena Lah
- Rudolf Moratti
- Reinhold Georg Müller
- Doris Reitter

1984 
Am Symposium 1984, dem Internationalen Keramiksymposion, nahmen teil:
- Maria Biljan-Bilger
- Jerzy Kedziora
- Milena Lah
- Tadeusz Markiewicz
- Eduard Sitek

1985 
Am Symposium 1985 (Internationales Keramiksymposion) nahmen teil:
- Maria Biljan-Bilger
- Heidi Breuer
- Edward Lagoswski
- Eva Sarkozi
- Eduard Sitek
- Katalin Tovoelgyi

1986 
Am Symposium 1986 (Internationales Keramiksymposion) nahmen teil:
- Maria Biljan-Bilger
- Sandor Kecskemkti
- Peter Wahl
- Svetlana Zerlinger